# Relations entre l'Estonie et la Russie
Les relations entre l'Estonie et la Russie comprennent les relations diplomatiques bilatérales entre l'Estonie et la Russie. Celles-ci commencent à la création de l'Estonie en 1920, d'abord en tant que RSS d'Estonie, puis comme pays souverain à partir de 1991.

## Histoire
En janvier 2023, la Russie et l'Estonie expulsent tour à tour leurs ambassadeurs respectifs dans le contexte de l'invasion de l'Ukraine par la Russie, décision qui doit prendre effet le 7 février 2023.
En 2024, dans le contexte de l'invasion de l'Ukraine par la Russie, l'Estonie conclu un accord avec les autres pays Baltes pour la construction d'une ligne de défense le long de leurs frontières avec la Russie, face à la menace que cette dernière représente. Il est prévu notamment la construction de plus d'un millier de bunkers,.